# Красный Гай (Краснодарский край)
Кра́сный Гай — хутор в Мостовском районе Краснодарского края.
Входит в состав Переправненского сельского поселения.

## Население
| 2002 | 2010 |
| ---- | ---- |
| 76   | ↗85  |

## Улицы
На хуторе имеется одна улица — Колхозная. 